# Alberto Cargnin
Alberto Cargnin (Tubarão, Santa Catarina, 5 de setembro de 1925 – Florianópolis, 3 de maio de 2007) foi um escritor e jornalista brasileiro.
Cresceu em sua cidade natal, no bairro de Oficinas, e desde jovem interessou-se pela natureza e pelo jornalismo. Ainda jovem colaborou com o semanário Correio do Sul, e escreveu a coluna "Flagrantes da cidade" por um longo período em O Nosso Jornal. Também fundou e dirigiu o jornal Folha do Sul, todos em Tubarão. Em 1979 mudou-se para Florianópolis, onde fundou e dirigiu o Jornal de São José.
Obteve graduação em Contabilidade em Curitiba e em Ciências Econômicas na FESSC, que mais tarde deu origem à Universidade do Sul de Santa Catarina (UNISUL). Foi auditor da Companhia Catarinense de Águas e Saneamento (CASAN) por quinze anos, e presidente do Movimento Brasileiro de Alfabetização (MOBRAL). Foi membro da Academia Tubaronense de Letras e da Academia de Letras de São José.
Foi casado com Mylma Neves Cargnin, que morreu de câncer em 1982. Com ela teve 3 filhos e 4 filhas. Depois casou-se com Mirian Teresinha Amorim, sua companheira desde 1986. 
Morreu atropelado por um automóvel na frente de seu apartamento em Florianópolis no dia 3 de maio de 2007.

## Obras
- "Tubarão no Tempo das Serestas"
- "Tubarão do Primeiro Centenário ao Fim do Milênio"